# 脊髄小脳変性症6型
脊髄小脳変性症6型(Spinocerebellar ataxia type 6、SCA6)とは第19染色体短椀に位置する電位依存性Caチャネルα1Aサブユニット遺伝子(CACNA1A)のCAGリピート伸長により発症する常染色体優性遺伝性の脊髄小脳変性症である。

## 疫学
日本の優性遺伝性脊髄小脳変性症のうち20〜30%を占める。これはSCA3に次いで頻度が多い。日本の遺伝性皮質性小脳萎縮症(hereditary cortical serebellar atrophy:HCCA)のうち約半数がSCA6と推定されている。

## 疾患同定の経緯
SCA6は従来のGreenfieldの臨床病理学的分類では小脳型に分類され、その中でもHCCAあるいはHolmes型遺伝性失調症に属する。常染色体優性遺伝性脊髄小脳失調症(autosomal dominant cerebellar ataxia、ADCA)を3群にわけたHardingの分類では第Ⅲ群(ADCA-Ⅲ)に分類される。SCA6の遺伝子座は日本の石川欽也、水澤英洋らによって決定された。家系の集積、マイクロサテライトマーカーを用いた連鎖解析を行った。1997年に日本のHCCA15家系の連鎖解析の結果、9家系についてその候補領域を第19染色体短椀の13.3cM領域にまで狭めることに成功した。同年、Cheng Chi LeeらのグループからCACNA1A遺伝子の最終エクソン（エクソン47）に存在するCAGリピートが異常に伸長している脊髄小脳変性症が報告されSCA6と命名された。最終的に石川、水澤らが解析した9家系は同様の変異を有していることが判明した。

## 臨床症状
発症年齢は平均45歳（20〜66歳）と比較的高齢である。経過は緩徐進行性で生命予後は比較的良好である。症状は小脳性失調性歩行、四肢の運動失調、小脳性構音障害、注視眼振などのほぼ純粋小脳失調症を示す。SCA31が鑑別になるがSCA31は発症年齢が10〜20歳より高齢であることが参考になる。また深部腱反射異常、足底反射陽性、痙縮、振動覚減弱、ジストニーなど不随意運動、認知症、外眼筋麻痺など小脳外症状も稀に認められる。眼振の出現率は非常に高い。SCA6の中には頭位変換時のめまいや動揺視などの症状を伴う一群があることが知られており病初期より小脳症状に先立って出現してくることがある。これらの一群では頭位変換時に垂直下眼瞼向きの眼振(down beat positioning nystagmus)が特徴とされ、他の脊髄小脳変性症では稀とされている。またallelic diseaseである周期性失調症2型(episodic ataxia type2、EA2)を疑う周期性の小脳失調呈する症例の報告もあるが頻度としては稀である。
SARA(Scale for the assessment and rating of ataxia)は年間1点前後の増加する。その一方でその2倍である年間2点前後増加するという台湾からの報告もある。
Ashizawaらはアメリカでの大規模前向きコホートで発症年齢を歩行障害を自覚した年と定義し、先行した眼球運動障害の出現年を採用しなかった。
症状は純小脳性運動失調症が多くMDS task forceの分類では比較的純粋な小脳性運動失調症に分類される。

## 画像検査
頭部MRIでは小脳虫部上面に強い小脳萎縮が認められ、脳幹や大脳は保たれる。特に小脳皮質の萎縮が目立つ。SPECT検査では小脳の脳血流の低下が認められ小脳血流の低下と呂律障害の程度が相関していた。またSARAと小脳萎縮がよく相関するという報告がある。

## 遺伝子検査
SCA6はP/Q型電位依存性カルシウムチャネルのメインサブユニットであるCav2.1をコードするCACNA1A遺伝子のCAGリピートの伸長によるポリグルタミン病である。CAGリピートはチャネルC末端部細胞質内領域に存在するポリグルタミンに翻訳される。CACNA1Aは様々な神経細胞で発現が認められるが特に小脳のプルキンエ細胞で強く発現している。同部位の正常アレルは4〜19であるがSCA6の変異アレルでは19〜33に伸長している。ポリグルタミン病の中ではCAGリピート数が短いのが特徴である。日本人は欧米人よりもCACNA1AのC末端のCAGリピートが長い傾向があるためSCA6の患者も多いと考えられている。一般的にポリグルタミン病ではCAGリピートの長さに逆相関して発症年齢が低くなる傾向がみられ、また世代を経る毎にCAGリピート数が伸長して表現促進現象(anticipation)をきたす。SCA6においてはCAGリピート数と発症年齢の逆相関は認められるがCAGリピートは世代間で極めて安定であり表現促進現象は目立たない。リピート数と発症年齢の負の相関は認められたが、実際には同じリピート数でも、他のCAGリピート病であるSCA3と比較すると発症年齢のばらつきが大きかった。SCA6ではCAGリピート数と発症年齢の回帰モデルの決定係数は小さい。同じCAGリピート病でもSCA3では多彩な臨床症状がCAGリピートと罹病期間の要因で説明できるがSCA6においてはリピート長の臨床症状との関連が少ない。

## 病理
神経病理学的には小脳のプルキンエ細胞にほぼ限局した選択的な神経脱落を示し、残存するプルキンエ細胞には神経突起の変性やtorpedoの形成など非特異的変性所見が認められる。これらの変化は小脳虫部と前葉で特に顕著である。小脳顆粒細胞と下オリーブ核にも軽度な変性が認められることが報告されている。プルキンエ細胞型の小脳萎縮を示し、プルキンエ細胞層のアストロサイトの増生であるベルグマングリア増生が認められる。
| 病変部位         | プルキンエ細胞型                             | 顆粒細胞型                          | 歯状核型             |
| ---------------- | -------------------------------------------- | ----------------------------------- | -------------------- |
| 分子層           | －                                           | ±〜+（ヒトデ小体）                  | －                   |
| プルキンエ細胞層 | ++（ベルグマングリア増生）                   | ±〜+（カクタス）                    | －                   |
| 顆粒細胞層       | +〜++                                        | ++                                  | －                   |
| 白質（求心路）   | ++                                           | －                                  | －                   |
| 白質（遠心路）   | －                                           | －                                  | ++                   |
| 歯状核           | +〜++                                        | －                                  | ++（グルモース変性） |
| 代表的疾患       | MSA-C、虚血性脳症、アルコール中毒、一部のSCA | メンケス病、MELAS、一部の代謝性疾患 | DRPLA、MJD、PSP、CBD |

プルキンエ細胞では変異CACNA1A蛋白の凝集による封入体が認められる。この封入体はCACNA1A蛋白のC末端に対する抗体や高ポリグルタミン抗体に陽性であり、抗ユビキチン抗体陰性である。他のポリグルタミン病では封入体が核内に認められるがSCA6では細胞質や樹状突起近位部に中心に認められる。また近年、これらの封入体とは別にp62抗体陽性の細胞質内封入体がSCA6患者小脳歯状核や下オリーブ核神経細胞に認められることが報告された。p62はユビキチン化タンパク質のマクロオートファジーによる分解調節に関わる因子であり、タンパク質分解系の異常がp62抗体陽性封入体の形成に関与している可能性がある。
病理学的検討では小脳だけではなく大脳皮質、視床、中脳、橋、延髄にも神経変性が認められた報告があり、小脳のプルキンエ細胞に限局した神経変性という疾患概念は変わりつつある。

## 病態
SCA6の病態はポリグルタミン病に共通した病態であるgain of toxic functionのメカニズムと考えられている。すなわちCACNA1A蛋白の異常伸長ポリグルタミン鎖自身が原因蛋白質の機能とは無関係に神経毒性を発揮すると考えられている。ポリグルタミン病の共通する病態としては神経細胞の代謝障害とグリア細胞による神経炎症が知られている。神経細胞の代謝障害は伸長ポリグルタミン鎖の凝集と毒性の他、蛋白質品質管理、転写障害、カルシムホメオスタシス障害、細胞骨格・軸索輸送障害、ミトコンドリア機能障害、RNA毒性などが知られている。
正常ではCACNA1A蛋白質のC末端のポリグルタミンが切断され得られた蛋白質が核に移行する。ポリグルタミン鎖が延長したCACNA1A蛋白質は細胞質および核内で封入体を形成しプルキンエ細胞を変性させる。カルシウムチャネル病の可能性も示唆されているがCACNA1A遺伝子内CAGリピートのノックインマウスのプルキンエ細胞にカルシウムチャネルの機能異常が認められなかった。

## 動物モデル
伸長CAGリピート配列をマウスのCACNA1A遺伝子に組み込んだノックインマウスが報告されている。このマウスはSCA6の運動障害やプルキンエ細胞の変性といった特徴をよく再現しておりSCA6の動物モデルと考えられている。このマウスではプルキンエ細胞の変性が確認される前からミクログリアが活性化していることが知られており、病態に神経炎性が関わっている可能性が考えられた。Toll様受容体のアダプター分子であるMyD88の遺伝子を欠損したマウスとSCA6モデルマウスを交配させたマウスはSCA6モデルマウスよりも運動障害が軽度であることからToll様受容体関連のシグナルを抑制することが病態の改善に関与する可能性がある。

## Allelic disorder
周期性失調症2型(EA2)と家族性片麻痺性片頭痛1型(FHM1)とSCA6は同じカルシウムチャネル遺伝子異常を有するallelic disorderである。EA2の患者の約半数は片頭痛を合併し、FHM1の患者の大半は発作時に眼振を含む小脳失調を呈することがある。さらにSCA6の中には周期性失調症で発症することもあり、またEA2の家系で家系内で進行性の失調症を示す症例がある。このようにEA2とFHM1とSCA6は臨床症状にオーバーラップが知られている。遺伝子型表現型連関はSCA6はC末に存在するCAGリピートが新調するのが原因である。EA2はフレームシフトをきたすような欠失や挿入変異や終止コドンへの変化を伴うミスセンス変異により不完全な蛋白が翻訳されることが多いがFHM1の場合はミスセンス変異による1つのアミノ酸置換の場合が多いとされている。

## トピックス
バイオマーカーの必要性
SARAで効果判定を行った場合1年間で効果量50%の差を見出すのにα0.05でβ0.20の設定では必要なサンプル数は602名（実薬郡301名で偽薬群301名）とパワー計算で示された。この結果は神経所見より鋭敏なバイオマーカーがなければSCA6で介入試験を行うことが困難であることを示唆する。
転写因子α1ACT
CACNA1A遺伝子はP/Q型電位依存性カルシウムチャネルのメインサブユニットだけではなくα1ACT という転写因子の蛋白質もコードしており、α1ACT という転写因子におけるCAGリピートの増大がSCA6の原因という学説がある。そしてα1ACTの翻訳を抑制するマイクロRNAをSCA6モデルマウスにAAVベクターで脳室内投与の遺伝子導入をすると、運動失調が軽快した。
SCA6とSCA31の合併例
SCA6とSCA31を合併した例の報告がある。合併例は発症年齢が早く、急速に症状は進行した。